# Arco della Pace

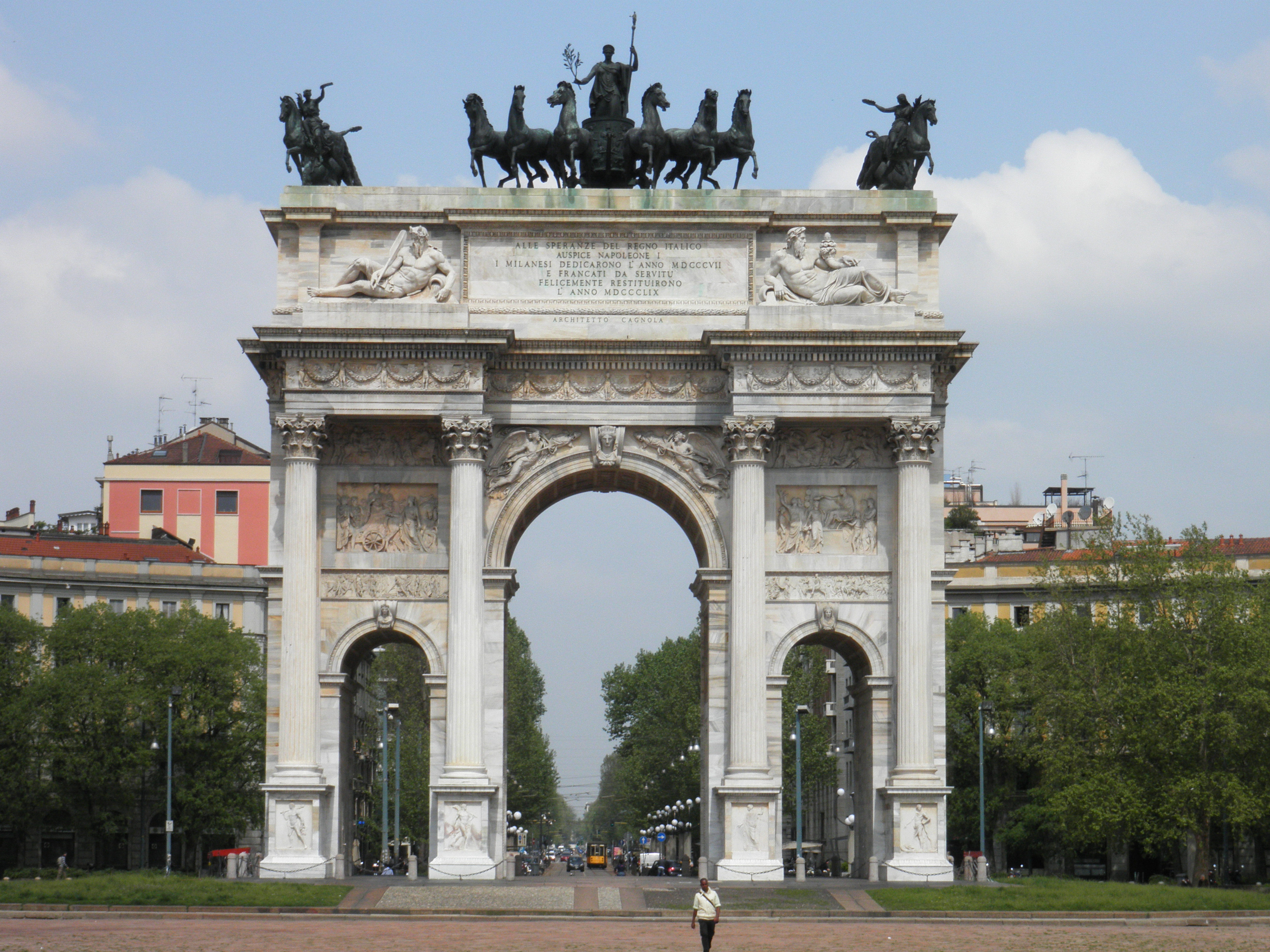
Arco della Pace, Mailand (2013)

Der Friedensbogen in Mailand (Radierung, nach 1811)

Der Arco della Pace (Friedensbogen) ist ein Triumphbogen auf der Piazza Sempione im Bereich des Castello Sforzesco in Mailand. Bereits 1806 war zum Einzug von Eugène de Beauharnais, dem Vizekönig Napoleons, ein hölzerner Ehrenbogen aufgestellt worden. Ein Nachfolger aus Stein, in klassizistischem Stil nach dem Vorbild römischer Triumphbögen erbaut, wurde 1807 begonnen und 1838 fertiggestellt.  Er sollte zunächst an den Ruhm Napoleons und dann an den Europäischen Frieden von 1815 erinnern.
Das von Luigi Cagnola geplante 25 m hohe Bauwerk zur monumentalen Ausgestaltung der Porta Sempione war bereits zu etwa zwei Dritteln fertiggestellt, als das italienische Königreich Napoleons fiel und die Arbeiten eingestellt wurden. Sie wurden erst 1826 fortgesetzt, unter Kaiser Franz I., und das Werk dem Frieden von 1815 gewidmet. Nach dem Tod von Luigi Cagnola (1833) übernahmen Francesco Londonio und Francesco Peverelli den Bau. Bei der feierlichen Eröffnung war Kaiser Ferdinand I. zugegen.
Am 8. Juni 1859, vier Tage nach der Schlacht von Magenta zogen hier die siegreichen französisch-italienischen Truppen in Mailand ein. Aus diesem Anlass wurden die Widmungsinschriften verändert.
Auf dem Architrav steht die Bronzeplastik der Friedensgöttin auf einem von sechs Pferden gezogenen Streitwagen (Sestiga della pace) von Abbondio Sangiorgio. Sie wird von reitenden Siegesgöttinnen des Giovanni Putti flankiert. Zahlreiche Marmorreliefs feiern Ereignisse aus den Befreiungskriegen von 1813–1814. Die Statuen und Reliefs wurden unter anderem von Pompeo Marchesi, Camillo Pacetti, Benedetto Cacciatori und Francesco Somaini geschaffen.